# Laureano Correia e Castro
Laureano Correa e Castro, primeiro e único barão de Campo Belo (Paraíba do Sul, 1790 — Vassouras, 9 de janeiro de 1861) foi um fazendeiro e político brasileiro do século XIX, cuja família teve importante participação na criação e primórdios das cidades de Vassouras e Paty do Alferes.

## Biografia
Era filho de Pedro Correa e Castro e de Mariana das Neves Correia, que era viúva de José de Pontes França.
Casou-se aos aos trinta anos com sua sobrinha, Eufrásia Joaquina do Sacramento Andrade, filha de sua meia-irmã Ana Esméria de Pontes França, casada com o Capitão Cristovão Rodrigues de Andrade. Também é bisavô de Mary Pessoa, 12° Primeira-dama do Brasil.
Foi o primeiro presidente da Câmara Municipal da vila de Paty do Alferes criada em 1820. Depois mudou-se para a vila de Vassouras, onde tinha adquirido em 1821 as fazendas do Secretário e São Francisco do Tinguá.
Em 1833, foi eleito para a Câmara Municipal da recém-criada vila de Vassouras, para onde tinha sido transferida a sede municipal que havia em Paty do Alferes.
Foi coronel Comandante Superior da Guarda Nacional de Vassouras e Iguaçú. Lutou contra os escravos fugitivos na revolta de Manuel Congo em 1839.
Contratou o engenheiro alemão Júlio Frederico Koeler, que projetaria a vila e o palácio imperial de Petrópolis em 1843, para reformar a casa da sua fazenda do Secretário. Júlio Frederico Koeler construiu uma suntuosa casa de fazenda em estilo neoclássico cujas obras terminaram a em 1844. Os salões da casa foram decorados com afrescos do arquiteto e pintor catalão José Maria Villaronga. O jornalista e escritor francês Charles Ribeyrolles hospedou-se na casa da fazenda do Secretário em 1859 e descreveu o seu dono de forma muito simpática. Nesta ocasião, o fotógrafo Victor Frond tirou duas fotografias da casa da fazenda, que posteriormente foram transformadas em litografias coloridas.
A fazenda do Secretário possuia nesta época 365 escravos, fora as crianças, que viviam em 25 lanços de senzalas. A casa da fazenda do Secretário está hoje em boas condições de conservação e com poucas alterações depois de uma reforma que restaurou os afrescos pintados por José Maria Villaronga.
O título de barão de Campo Belo lhe foi concedido em 2 de dezembro de 1854 pelo imperador Pedro II. Tentou influenciar o imperador Pedro II para obter uma concessão de construção de ramal ferroviário entre o Rio de Janeiro e Vassouras.
Foi cavaleiro da Ordem de Cristo e comendador da Ordem da Rosa.